# Spike Jones
Lindley Armstrong 'Spike' Jones (Long Beach, 14 december 1911 - Beverly Hills, 1 mei 1965) was een Amerikaanse zanger.

## Carrière
Jones begon als percussionist in de bigbands van Everett Hoagland en Earl Burtnett, werkte dan voor diverse radioshows en combo's, waarmee hij optrad in het Biltmore Hotel in Los Angeles, voordat hij in 1940 zijn eigen band oprichtte onder de naam Spike Jones & his City Slickers. Met deze band, die zeer snel bekend werd, had hij diverse hits, die echter meer weg hadden van de normale popmuziek uit deze periode.
Interessanter waren zijn dolle, maar desondanks bijgeschaafde arrangementen, die zijn buitengewone muzikanten bijna in de buurt van de musique concrète brachten. De instrumentatie van de City Slickers met koebellen, autoclaxons, een met darm bespannen toiletbril (als latrinofoon), leesten (anvilfoon) en gelijksoortige geluid-producerende voorwerpen waren typerend voor de muzikale grondslag van bijdetijdse animatiefilms. Tijdens liveoptredens dirigeerde Jones zijn orkest met een pistool in de hand, dat ook af en toe werd ingezet voor geluidseffecten. De in zijn band optredende artiesten hadden deels wonderlijke namen, zoals Sir Frederick Gas, Willie Spicer, Ina Souez, Horation Q. Birdbath, Gil Bert en Sully Van, The Four Fifth en The Sons of the Pioneers. Ten tijde van de Amerikaanse inmenging tijdens de Tweede Wereldoorlog kregen ze een platencontract bij Bluebird Records.
De definitieve doorbraak lukte Jones in 1942 met de compositie van muziek van Walt Disneys propagandafilm Der Fuehrer's Face, die eigenlijk Donald Duck in Nutziland zou heten, maar na het succes van Jones' versie werd herbenoemd. Jones' versie bereikte de 3e plaats in de hitparade. In 1949 had Jones een gastoptreden in de comicstrip Dick Tracy.
Wat in de arrangementen van de City Slickers bij de eerste aanhoring als pure dwaasheid voorkwam, ontpopte zich bij een nauwkeurige analyse als een precies en snel samenspel van bekwame instrumentalisten, dat zich moeilijk liet reproduceren. Jones maakte daarbij ook geen halt voor bewerkingen van subtiele klassiekers, zoals de Notenkrakerssuite van Pjotr Iljitsj Tsjaikovski, de ouverture uit Willem Tell van Gioachino Rossini en Liebesträume van Franz Liszt. Een compilatie van klassieke arrangementen van Spike Jones werd in 1971 postuum onder de titel Murdering the Classics samengesteld.
Jones had een tijd lang zijn eigen radioprogramma, The Chase and Sanborn Program (1945) bij NBC en van 1947 tot 1949 bij CBS, eerst onder de titel The Spotlight Revue en ten slotte als The Spike Jones Show. Tot zijn gasten behoorde alles, wat status en naam had in de showbusiness, van Frank Sinatra via Peter Lorre tot Lassie. Van 1946 tot 1953 toerde hij met zijn Musical Depreciation Tour door de Verenigde Staten. Aan het begin van de jaren 1950 werd zijn radioshow door de televisie overgenomen, waar ze evenzo succesvol was. Aan het eind van de jaren 1950 en het begin van de jaren 1960 trad Jones op in de casino's van Las Vegas en Lake Tahoe.

## Ziekte en overlijden
In maart 1965 had Jones tijdens een gastspel in de plaatselijke Harrah's Club een zware astma-aanval, die hem tot een ziekenhuisverblijf van meerdere weken veroordeelde. Hij overleed daarna in zijn huis in Trousdale Estates in de vroege morgen van 1 mei 1965 op 53-jarige leeftijd. Hij werd bijgezet op het Holy Cross Cemetery in Culver City. Spike Jones werd geëerd met een ster op de Hollywood Walk of Fame.

## Bekende interpretaties
- Cocktails for Two
- Hawaiian War Chant met de Wacky Wakakians
- I Went to Your Wedding
- That Old Black Magic
- Yes! We Have No Bananas
- The Blue Danube
- Black Bottom
- The Sheik of Araby
- You Always Hurt the One You Love
- William Tell Overture
- Carmen Murdered
- Dance of the Hours (Ponchielli)
- Powerhouse van Raymond Scott (gebruikt als  industrial factory-muziek in cartoons)
- Flight of the Bumblebee
- Holiday For Strings
- Pal-Yat-Chee
- Der Fuehrer's Face
- Old MacDonald Had a Farm
- Hotcha Cornia
- Oh! By Jingo!
- My Two Front Teeth (All I Want For Christmas), nummer 1-Hit 1948
- Peter Cottontail
- Three Little Fishies
- Rhapsody For Hunger(Y)
- Chinese Mule Train, parodie op een gedeelte uit de film Singing Guns, 1950)
- It Never Rains In Sunny California
- Ghost Riders in the Sky

## Discografie
- Spike Jones and his City Slickers – Can't Stop Murdering, 2 LP's, RCA, PJM
- Spike Jones and his City Slickers - Murders Them All, 2 LP's, RCA, RCS
- Spike Jones and his City Slickers – Murders Again, 2 LP's, RCA, RCS
- Spike Jones and his City Slickers, CD, Great Entertainers, EAN

- Bibsys: 4017454
- Biblioteca Nacional de España: XX1019374
- Bibliothèque nationale de France: cb13895745x (data)
- CiNii: DA10610697
- Gemeinsame Normdatei: 120142953
- International Standard Name Identifier: 0000 0000 8393 0262
- Library of Congress Control Number: n83196091
- MusicBrainz: 469766dd-1b1b-4c66-af3d-d443e6d49be0
- Nationale bibliotheek van Australië: 62238295
- Nationale Bibliotheek van Israël: 987007442926005171
- Nederlandse Thesaurus van Auteursnamen: 098261541
- SNAC: w63x8p7h
- Système universitaire de documentation: 033144605
- Trove: 1844773
- Virtual International Authority File: 71578416
- WorldCat: E39PBJjhCyHXjXYwW9wKrYJv73